# Michał Poradzisz
Michał Poradzisz (ur. 5 września 1989 w Myślenicach) – polski pilot rajdowy pochodzący z Myślenic. Wicemistrz Polski i Mistrz Słowacji z roku 2020 i 2021 w klasyfikacji generalnej w Rajdach Samochodowych. W sezonie 2021 pilot Grzegorza Grzyba, wielokrotnego Mistrza Polski i Słowacji.

## Osiągnięcia
- 2021: Mistrz Słowacji w klasyfikacji generalnej w Rajdach Samochodowych[3]
- 2020: Mistrz Słowacji w klasyfikacji generalnej w Rajdach Samochodowych
- 2020: Mistrz Europy Centralnej CEZ w klasyfikacji generalnej w Rajdach Samochodowych[4]
- 2020: vice Mistrz Polski w klasyfikacji generalnej w Rajdach Samochodowych